# Ревеневий пиріг

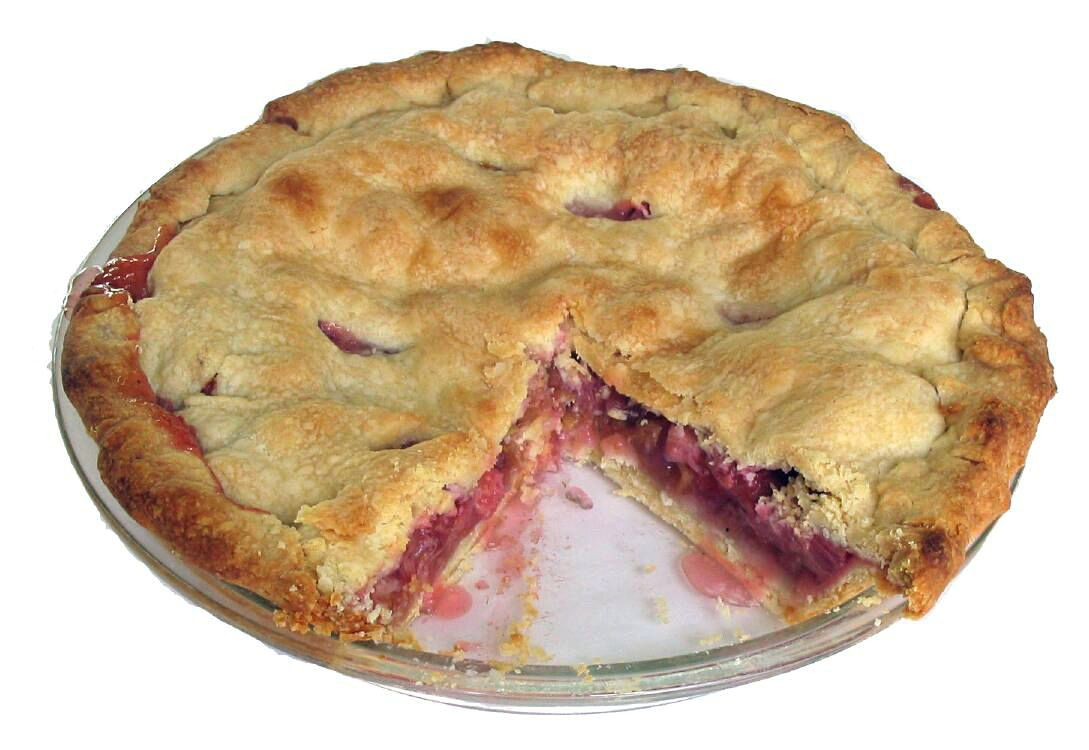
Ревеневий пиріг домашнього виготовлення

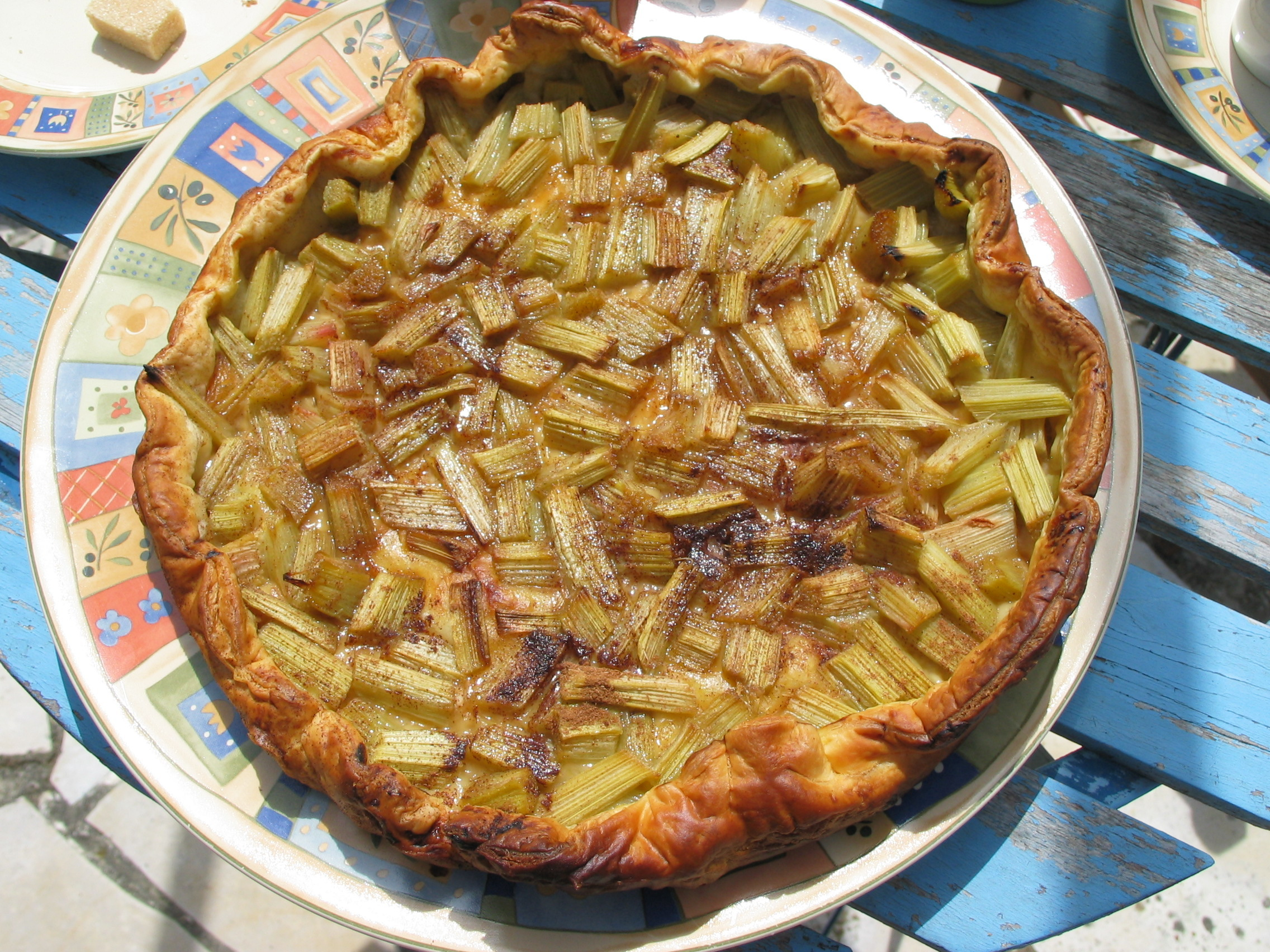
Ще один варіант ревеневого пирога

Ре́веневий пирі́г (діал. пиріг з румбарбаром)  — пиріг, популярний в районах вирощування ревеня, особливо на Британських островах та в Новій Англії. 
Пиріг зазвичай присмачують великою кількістю цукру для компенсації кислоти та терпкості ревеня. В Канаді та США наприкінці весни до пирога також часто додається полуниця. Традиційно ревеневий пиріг їдять зі сметаною. Відомі також версії пирога зі сиром, з желе.